# Pellworm, Nordfriesland
Pellworm är en kommun och ort på ön Pellworm i Kreis Nordfriesland i förbundslandet Schleswig-Holstein i Tyskland.
Kommunen är den till befolkningen största i kommunalförbundet Amt Pellworm där den ingår tillsammans med ytterligare tre kommuner.